# Odemira
Odemira es una villa portuguesa perteneciente al distrito de Beja, región del Alentejo y comunidad intermunicipal del Alentejo Litoral, con cerca de 5900 habitantes.
Es sede del mayor municipio portugués,segundo mayor de la península ibérica (después de Cáceres), con 1719,73 km² de área y 29 576 habitantes (2021), subdividido en 14 freguesias. Es el mayor municipio portugués en extensión territorial. El municipio limita al norte con los municipios de Sines y Santiago do Cacém, al este con Ourique, al sureste con Silves, al sur con Monchique y Aljezur y al oeste tiene litoral en el océano Atlántico.
Recibió foral de D. Alfonso III en 1256.

## Demografía
| Gráfica de evolución demográfica de Odemira entre 1864 y 2021 |
|                                                               |
| Datos según el nomenclátor publicado por el INE portugués.    |

## Freguesias
Las freguesias de Odemira son las siguientes:
- Bicos
- Boavista dos Pinheiros
- Colos
- Longueira / Almograve
- Luzianes-Gare
- Relíquias
- Sabóia
- Santa Clara-a-Velha
- São Luís
- São Martinho das Amoreiras
- São Salvador e Santa Maria
- São Teotónio
- Vale de Santiago
- Vila Nova de Milfontes